# 나눔의 행복, 기부
나눔의 행복, 기부는 2015년 10월 3일부터 2018년 5월 26일까지 방송되었던 시사교양 프로그램이다.

## 기획 의도
더불어 우리 사회에서 기부가 갖는 의미를 되새겨 보는 시사교양 프로그램이다.

## 방송 시간
| 방송 채널 | 방송 기간                         | 방송 시간                       |
| --------- | --------------------------------- | ------------------------------- |
| KBS 1TV   | 2015년 10월 3일 ~ 2017년 5월 27일 | 매주 토요일 저녁 6시 ~ 6시 15분 |
| KBS 1TV   | 2017년 6월 3일 ~ 2018년 5월 26일  | 매주 토요일 낮 1시 ~ 1시 15분   |

## 구성
- 기부뉴스